# ×Elyhordeum langei
XElyhordeum langei là một loài thực vật có hoa trong họ Hòa thảo. Loài này được (K. Richt.) Melderis miêu tả khoa học đầu tiên năm 1983.